# Красноруцький Олександр Володимирович
Красноруцький Олександр Володимирович (нар. 17 червня 1987) — колишній російський тенісист.
Найвищу одиночну позицію світового рейтингу — 705 місце досяг 10 липня 2006, парну — 156 місце — 1 жовтня 2007 року.

## Титули на челленджерах

### Парний розряд: (5)
| Ранг | Рік  | Турнір                          | Покриття | Партнер             | Суперники                             | Рахунок              |
| ---- | ---- | ------------------------------- | -------- | ------------------- | ------------------------------------- | -------------------- |
| 1.   | 2007 | Пенза, Росія                    | Тверде   | Олександр Кудрявцев | Мурад Іноятов Денис Істомін           | 6–1, 4–6, 10–4       |
| 2.   | 2007 | Любляна, Словенія               | Ґрунт    | Олександр Кудрявцев | Іван Додіг Ловро Зовко                | 7–6(11–9), 1–6, 10–6 |
| 3.   | 2007 | Баня-Лука, Боснія і Герцеговина | Ґрунт    | Олександр Кудрявцев | Дієго Хункейра Владимир Обрадович     | 6–2, 6–4             |
| 4.   | 2008 | Алмати, Казахстан               | Ґрунт    | Денис Молчанов      | Сирим Абдухаліков Олександр Богомолов | 3–6, 6–3, 10–2       |
| 5.   | 2008 | Черкаси, Україна                | Ґрунт    | Михайло Єлгін       | Сергій Бубка Сергій Стаховський       | 6–4, 7–5             |